# Nedinoschiza cratocephala
Nedinoschiza cratocephala är en stekelart som beskrevs av Cameron 1911. Nedinoschiza cratocephala ingår i släktet Nedinoschiza och familjen bracksteklar. Inga underarter finns listade i Catalogue of Life.